# Bruce Wilkinson

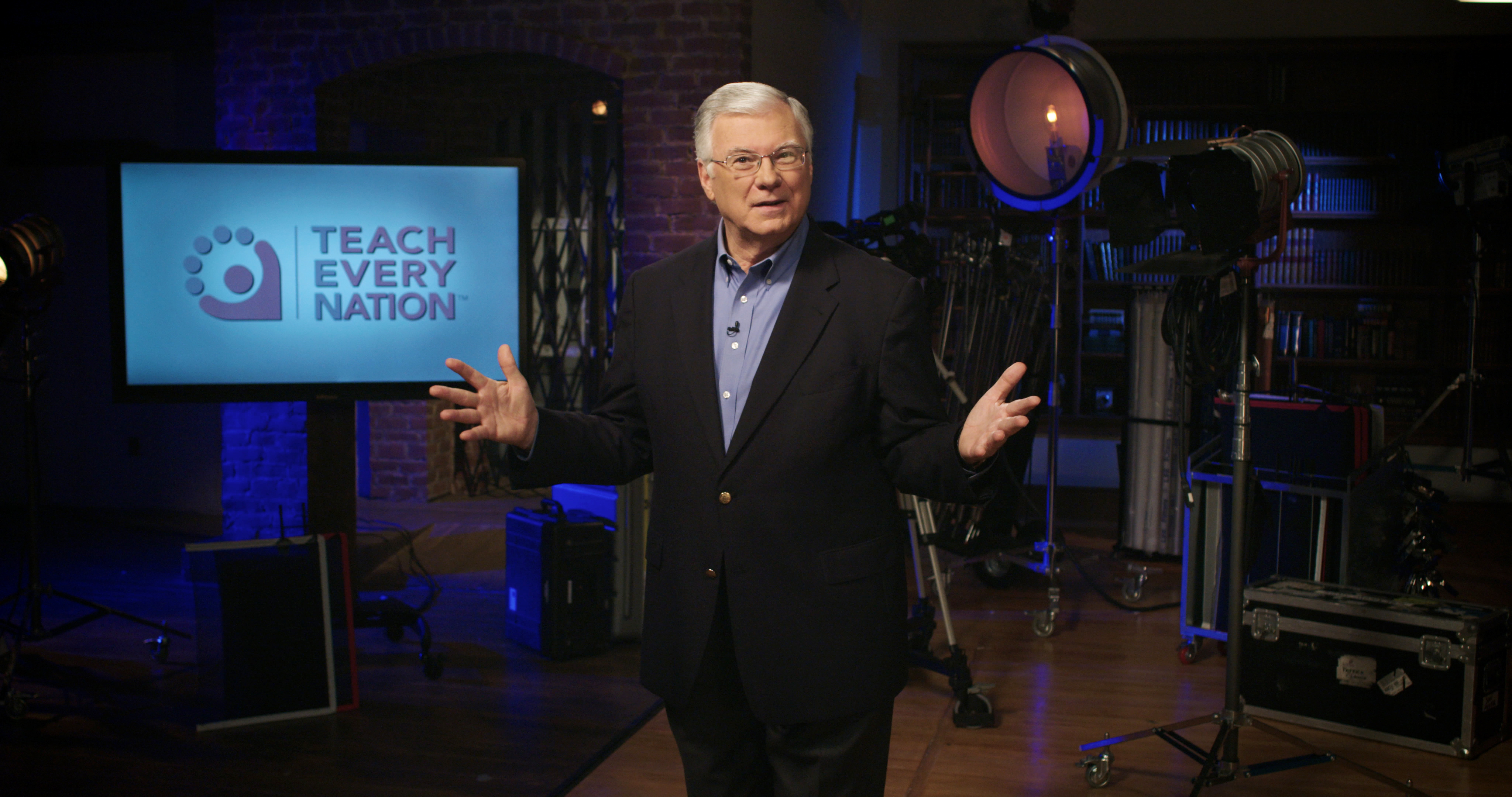

Bruce Wilkinson (1940) is een Amerikaanse auteur, die vooral bekend is geworden door de internationale bestseller The Prayer of Jabez (in 2001 in Nederland uitgegeven onder de titel Het gebed van Jabes). 
Wilkinson werd geboren in de Amerikaanse staat New Jersey. Hij studeerde aan het Northeastern Bible College en het Dallas Theological Seminary. Later promoveerde hij in de godgeleerdheid aan het Western Conservative Baptist Seminary.
In 1972, terwijl hij nog voor zijn master-titel aan het Dallas Theological Seminary studeerde, ontwikkelde Wilkinson een unieke methode om de grote lijnen van de Bijbel te onderwijzen, boek voor boek. Onder begeleiding van Howard Hendricks en Gene Getz stichtte de jonge Bijbelleraar in 1976 de organisatie ‘Walk Thru the Bible Ministries’ (‘Wandel door de Bijbel’), met een staf van zes leraren. Dit is nu de grootste christelijke seminar-organisatie in de Verenigde Staten. Het hoofdkwartier bevindt zich in Atlanta (Georgia).
Wilkinson wordt wel bekritiseerd omdat hij een welvaartsevangelie zou prediken.

## Boeken
- Het gebed van Jabes (2001)
- Geheimen van de wijnstok (2002)
- God beloont (2003)
- De Droomgever (2004)
- God wil ons overvloedig zegenen (2010)

- Bibliothèque nationale de France: cb14422013n (data)
- International Standard Name Identifier: 0000 0000 8376 3433
- Library of Congress Control Number: n83063383
- Nationale Bibliotheek van Letland: 000036394
- Nationale Bibliotheek van Tsjechië: xx0060758
- Nationale Bibliotheek van Israël: 987007430318205171
- Nederlandse Thesaurus van Auteursnamen: 235722200
- LIBRIS: 355706
- SNAC: w6fw3brz
- Système universitaire de documentation: 079485863
- Virtual International Authority File: 42056791
- WorldCat: E39PBJymG9RwCqMxDvwV49JCcP